# Willi Herold
Willi Herold, född 11 september 1925 i Lunzenau, död (avrättad) 14 november 1946 i Wolfenbüttel, var en tysk krigsförbrytare. I slutet av andra världskriget deserterade han och jagades av den tyska militären. Han bytte då identitet med en död officer och påstod sig tillhöra Luftwaffe. I den skepnaden organiserade han massavrättningar av tyska desertörer som hölls i ett fångläger. Herold arresterades av brittiska styrkor och avrättades för krigsförbrytelser den 14 november 1946 i fängelset i Wolfenbüttel.